# Tęczowa Rubinka
Tęczowa Rubinka (ang. Rainbow Ruby, kor. 레인보우 루비, chiń. 彩虹宝宝) – południowokoreańsko-chińsko-kanadyjski serial animowany z 2016 roku. Serial emitowany w Polsce na kanale MiniMini+ od 17 października 2016 roku.

## Fabuła
Tęczowa Rubinka jest taka jak wszystkie dzieci w jej wieku. Uwielbia podróże w głąb swojej wyobraźni, podczas których niesie pomoc swoim zabawkom. Gdy ktoś stamtąd potrzebuje pomocy, jej miś Ptyś sygnalizuje to migającym sercem na jego brzuchu i melodyjką. Pakują wtedy rzeczy do Tęczowej Walizki, Rubinka wkłada płaszcz, a następnie bąbelki prowadzą ich do Tęczowej Wioski. W czasie pobytu w Tęczowej Wiosce (zwaną inaczej Krainą Tęczy) dziewczynka wciela się w rolę lekarza, fryzjera, szefa kuchni i strażaka (korzystając ze sprzętu z Tęczowej Walizki), pomagając przyjaciołom wchodzić z największych opresji.

## Wersja polska
Wersja polska: na zlecenie platformy nc+ (odc 1-52) / platformy canal+ (odc 53-78)– STUDIO PUBLISHING

Dialogi: Małgorzata Kochańska

Reżyseria: Dobrosława Bałazy

Dźwięk i montaż: Jacek Kacperek

Kierownictwo produkcji: Aneta Staniszewska-Kozioł

Udział wzięli:
- Sara Lewandowska – Rubinka (odc 1-52)
- Lila Wassermann – Rubinka (odc 53-78)
- Jarosław Domin – Piorunek
- Zuzanna Galia – Gina
- Michał Podsiadło – burmistrz Ling Ling
- Małgorzata Szymańska – księżniczka Kiki
- Joanna Pach-Żbikowska –
  - Mała Jasia,
  - mama Rubinki,
  - Modelka
  - Babcia Sama
- Agata Skórska –
  - Owca,
  - Sam,
- Krzysztof Szczepaniak – tata Rubinki (odc 1-52)
- Robert Czebotar –
  - tata Rubinki (odc 53,66,69-70,74-75)
  - Głos GPS-u (odc 59)
  - Wejście do Labiryntu 1 (odc 59)
- Mirosław Wieprzewski (w tyłówce odc 1-52 lektor błędnie podaje imię Mieczysław) –
  - pan Leniwiec,
  - Dinozaur (odc 53)
  - Wejście do Labiryntu 2 (odc 59)

i inni
Piosenki z tekstem: Joachima Karafki śpiewały: Sara Lewandowska i Małgorzata Szymańska

Lektor: Maciej Gudowski

## Spis odcinków
| Nr | Tytuł                         | Tytuł polski                 | Premiera w Polsce (MiniMini+) |
| -- | ----------------------------- | ---------------------------- | ----------------------------- |
| 1  | Ruby’s Ranger Adventure       | Strażniczka leśna            | 17.10.2016                    |
| 2  | The Show Must Go On           | Przedstawienie musi trwać    | 18.10.2016                    |
| 3  | Shoe Crazy                    | Odlotowe buty                | 17.10.2016                    |
| 4  | Picture This                  | Rubinka robi zdjęcia         | 20.10.2016                    |
| 5  | At Your Service               | Co mogę podać?               | 21.10.2016                    |
| 6  | A Hard Rain                   | Kulkowa ulewa                | 22.10.2016                    |
| 7  | Moon Cake Madness             | Ciasteczko księżycowe        | 24.10.2016                    |
| 8  | Trunk Trouble                 | Wrażliwa trąba               | 24.10.2016                    |
| 9  | Behind the Scenes             | Za kulisami                  | 25.10.2016                    |
| 10 | Paperdoll in Peril            | Papierowa lalka w opałach    | 26.10.2016                    |
| 11 | Singing in the Rain           | Przeciwdeszczowa piosenka    | 27.10.2016                    |
| 12 | Mail Carrier Mayhem           | Akcja z listonoszem          | 28.10.2016                    |
| 13 | Going Golfing                 | Tęczowy minigolf             | 30.10.2016                    |
| 14 | Case of the Stolen Spectacles | Sprawa skradzionych okularów | 31.10.2016                    |
| 15 | Up in the Air                 | Lot w przestworzach          | 31.10.2016                    |
| 16 | Addressing the Problem        | Suknia balowa                | 01.11.2016                    |
| 17 | Happy Feet                    | Gorączka tańca               | 02.11.2016                    |
| 18 | Hide and Taste                | Zapach w kryjówce            | 03.11.2016                    |
| 19 | Sleeping Kiki                 | Śpiąca Kiki                  | 04.11.2016                    |
| 20 | Babysitter Blues              | Opiekunka do dzieci          | 06.11.2016                    |
| 21 | Wakey Wakey                   | Pobudka                      | 07.11.2016                    |
| 22 | Rules of the Road             | Przepisy ruchu drogowego     | 07.11.2016                    |
| 23 | Oodles of Noodles             | Tęczowy makaron              | 08.11.2016                    |
| 24 | Ringmaster Ruby               | Konferansjerka               | 09.11.2016                    |
| 25 | A Colorful Way to Cool Off    | Kolorowe ochłodzenie         | 10.11.2016                    |
| 26 | Seeing is Believing           | Przejrzeć na oczy            | 11.11.2016                    |
| 27 | Bad Hair Day                  | W salonie piękności          | 23.01.2017                    |
| 28 | Ice is Nice                   | Lodowe rzeźby                | 24.01.2017                    |
| 29 | Big Baby                      | Wielkie Maleństwo            | 25.01.2017                    |
| 30 | Public Apology                | Publiczne przeprosiny        | 26.01.2017                    |
| 31 | A Treasure Lost               | Utracony skarb               | 28.01.2017                    |
| 32 | Dazzling Dumplings            | Sylwestrowe pierogi          | 29.01.2017                    |
| 33 | How Does Your Garden Grow?    | Co rośnie w ogrodzie?        | 29.01.2017                    |
| 34 | Mystery Gifts                 | Tajemnicze prezenty          | 30.01.2017                    |
| 35 | Train Stopping                | Pędzący pociąg               | 31.01.2017                    |
| 36 | All Dolled Up                 | Owocowe kreacje              | 01.02.2017                    |
| 37 | The Rainbow Wave              | Tęczowa fala                 | 02.02.2017                    |
| 38 | The Best Pet You Never Met    | Niezwykły ulubieniec         | 03.02.2017                    |
| 39 | Princely Party                | Przyjęcie dla księcia        | 05.02.2017                    |
| 40 | What a Mess!                  | Ale bałagan                  | 06.02.2017                    |
| 41 | Dolphin Dilemma               | Kłopot z delfinkiem          | 06.02.2017                    |
| 42 | Ruby and the Beast            | Rubinka i bestia             | 07.02.2017                    |
| 43 | Hat Trick                     | Sztuczka z kapeluszem        | 08.02.2017                    |
| 44 | Dancing on the Ice            | Taniec na lodzie             | 09.02.2017                    |
| 45 | When the Moon Was Missing     | Kiedy zniknie księżyc        | 10.02.2017                    |
| 46 | Trouble in a Bubble           | Bańka mydlana                | 11.02.2017                    |
| 47 | Home Sweet Home               | Nie ma to jak w domu         | 12.02.2017                    |
| 48 | Mixed Berries                 | Owocowa mieszanka            | 16.02.2017                    |
| 49 | Farm Fun                      | Na farmie                    | 17.02.2017                    |
| 50 | Tummy Trouble                 | Kiedy boli brzuszek          | 18.02.2017                    |
| 51 | Blast Off                     | Gwiazdki na niebie           | 18.02.2017                    |
| 52 | The True Jewel                | Prawdziwy skarb              | 20.02.2017                    |